# Rodrigo Delvalle
Rodrigo Elías Delvalle Noguera (nacido el 17 de mayo de 2001) es un futbolista paraguayo que juega como defensa en el Club Sol de América de la Primera División de Paraguay, cedido por el Club Cerro Porteño.

## Trayectoria
Delvalle se formó en las divisiones juveniles del Club Cerro Porteño y debutó en la Primera División de Paraguay el 15 de diciembre de 2019 en un partido ante General Díaz. Inició el encuentro como titular en la derrota de su equipo por 2-4.
En 2023, fue cedido a Sportivo Trinidense, donde disputó cuatro partidos. En 2024, se sumó a la pretemporada de Cerro Porteño pero luego pasó a préstamo al Club Sol de América.

## Estadísticas

### Clubes
Actualizado a Noviembre de 2024.
| Temporada     | Equipo              | Liga | Partidos | Goles | Copas nacionales | Partidos | Goles | Copas internacionales | Partidos | Goles | Total | Partidos | Goles |
| ------------- | ------------------- | ---- | -------- | ----- | ---------------- | -------- | ----- | --------------------- | -------- | ----- | ----- | -------- | ----- |
| 2019          | Club Cerro Porteño  | PD   | 1        | 0     | CP               | 0        | 0     | CL                    | 0        | 0     |       | 1        | 0     |
| 2020          | Club Cerro Porteño  | PD   | 3        | 0     | CP               | 0        | 0     | CL                    | 0        | 0     |       | 3        | 0     |
| 2021          | Club Cerro Porteño  | PD   | 4        | 0     | CP               | 0        | 0     | CL                    | 1        | 0     |       | 5        | 0     |
| 2022          | Club Cerro Porteño  | PD   | 3        | 1     | CP               | 0        | 0     | CL                    | 0        | 0     |       | 3        | 1     |
| 2023          | Club Cerro Porteño  | PD   | 2        | 0     | CP               | 0        | 0     | CL                    | 0        | 0     |       | 2        | 0     |
| 2023          | Sportivo Trinidense | PD   | 4        | 0     | CP               | 1        | 0     | CL                    | 0        | 0     |       | 5        | 0     |
| 2024          | Club Sol de América | PD   | 17       | 1     | CP               | 2        | 0     | CL                    | 0        | 0     |       | 19       | 1     |
| Total carrera | Total carrera       |      | 34       | 2     |                  | 3        | 0     |                       | 1        | 0     |       | 38       | 2     |